# Tomar do Geru
Tomar do Geru è un comune del Brasile nello Stato del Sergipe, parte della mesoregione del Leste Sergipano e della microregione di Boquim.